# Carla Ridge
Der Carla Ridge ist eine Straße im Wohnviertel Trousdale Estates von Beverly Hills. Sie beginnt im Süden an der Schuyler Road und endet im Norden kurz hinter der Abzweigung des Walker Drive als Sackgasse.

## Berühmte Anwohner
In einem der ersten Häuser der Straße lebte in den 1990er Jahren unter Nummer 1455 die Schauspielerin Joanne Dru (1922–1996). Im weiteren Abschnitt der Straße – zwischen Carla Lane und Usher Place – lebten unter Nummer 1476 zunächst die Schauspielerin Rhonda Fleming (1923–2020) in den 1970er Jahren und anschließend der Musiker Ray Charles (1930–2004) bis 1985. Auf dem Anwesen Nummer 1479 residierte in den 1990er Jahren der Schauspieler Harvey Fierstein (* 1952) und unter Nummer 1492 in den 1980er Jahren die Schauspielerin Florence Henderson (1934–2016).
Im nächsten Abschnitt der Straße – zwischen Usher Place und Haynes Avenue – lebte unter Nummer 1525 der Regisseur Henry King (1886–1982) bis zur Beendigung seines letzten Films Zärtlich ist die Nacht, der 1962 produziert wurde. Unter Nummer 1575 residierte über mehrere Dekaden sein Berufskollege John Rich (1925–2012).
In dem nur rund 150 Meter kurzen Abschnitt zwischen Arkell Drive und Williams Lane wohnten unter Nummer 1700 die Sängerin und Schauspielerin Leslie Uggams (* 1943) sowie unter Nummer 1715 ihre Berufskollegin Angie Dickinson (* 1931) sowie der Zeichner, Regisseur und Produzent von Zeichentrickfilmen, Walter Lantz (1899–1994). Auf dem ebenfalls in diesem Abschnitt befindlichen Anwesen Nummer 1720 errichtete der Architekt Quincy Jones in den 1960er Jahren eine Villa, die zunächst vom Fünf-Sterne-General Omar Bradley (1893–1981) bewohnt wurde. Später diente das Haus als Residenz des Musikproduzenten Giorgio Moroder (* 1940), der es kürzlich an den Filmregisseur Harold Becker (* 1928) veräußert hatte.
Im weiteren Verlauf der Straße lebten die Sängerin und Schauspielerin Nancy Sinatra (* 1940) unter Nummer 1780, der Musiker und Politiker Mike Curb (* 1944) unter Nummer 1820 sowie der Fernsehproduzent und Drehbuchautor Sherwood Schwartz (1916–2011) unter Nummer 1865. Ferner der Filmproduzent Mike Medavoy (* 1941) unter Nummer 1880, der Regisseur, Drehbuchautor und Schauspieler Andy Sidaris (1931–2007) unter Nummer 1891 sowie am Ende der Straße unter Nummer 1960 der Schauspieler Robert Lipton (* 1943).

## Mord aus Rache in Eifersuchtsdrama
Unmittelbar vor dem Anwesen mit der Nummer 1860, das sich lange im Besitz des Filmproduzenten Fuminori Hayashida (Basils Liebe) befand, wurde am 20. Juli 2010 in einem Eifersuchtsdrama dessen 21-jähriger Sohn Katsutoshi Takazato ermordet. Mutmaßlicher Mörder war der 23-jährige Scott Joseph Barker, dessen Freundin Chie Alexandra Coggins Johnson (20) zuvor eine Beziehung mit Takazato unterhalten hatte und laut eigenen Angaben von diesem misshandelt worden war. Aus Rache soll Barker dann Takazato vor dem Eingang zur Villa seines Vaters aufgelauert und ermordet haben.